# Montalto Dora
Montalto Dora is een gemeente in de Italiaanse provincie Turijn (regio Piëmont) en telt 3461 inwoners (31-12-2004). De oppervlakte bedraagt 7,5 km², de bevolkingsdichtheid is 461 inwoners per km².

## Demografie
Montalto Dora telt ongeveer 1555 huishoudens. Het aantal inwoners daalde in de periode 1991-2001 met 2,6% volgens cijfers uit de tienjaarlijkse volkstellingen van ISTAT.
| Jaar | Inwoneraantal |
| ---- | ------------- |
| 1991 | 3559          |
| 2001 | 3465          |

## Geografie
De gemeente ligt op ongeveer 252 m boven zeeniveau.
Montalto Dora grenst aan de volgende gemeenten: Borgofranco d'Ivrea, Chiaverano, Lessolo, Ivrea, Fiorano Canavese.